# グレミャーシチイ (駆逐艦・3代)
グレミャーシチイ(ロシア語:Гремящийグリミャーシイ)は、ソ連・ロシア連邦の駆逐艦(艦隊水雷艇:Эскадренный миноносец)である。艦名は、「轟く、鳴り響く」といった意味のロシア語の形容詞で、大祖国戦争中の武勲艦を記念した名称である。

## 概要
1984年10月30日、956号計画「サールィチ」型駆逐艦の16番艦となる工場番号第870号艦がソ連海軍に登録された。この艦は、同年11月23日にレニングラート(現サンクトペテルブルク)の第190造船工場(A・A・ジュダーノフ記念工場、現セヴェルナヤ造船所)で起工、「先導の」といった意味のロシア語の形容詞からヴェドゥーシチイ(Ведущийヴィドゥーシイ)と命名された。1987年3月30日には進水、1988年12月30日には竣工となった。なお、その間1988年8月8日付けで艦名はグレミャーシチイに改められた。
改名に際し、1988年8月18日からグレミャーシチイは親衛海軍旗を掲げている。これは、そもそもは初代のグレミャーシチイ(7号計画型)の武勲に報いて与えられた名誉称号で、2代目のグレミャーシチイ(57-bis/57-A号計画型)を経て3代目となるグレミャーシチイ(956号計画型)に引き継がれたものである。こうしたことから、グレミャーシチイは「親衛駆逐艦」(Гвардейский эскадренный миноносец)の称号を用いることを許されている。
1989年5月1日のメーデーには赤旗受賞北方艦隊に配属された。1990年6月25日から7月1日にかけては、キューバのハバナを訪問した。1991年のソビエト連邦の崩壊により、グレミャーシチイはロシア海軍に転属した。
1993年5月25日から6月1日にかけては、イギリス・リヴァプールで開催された大西洋の戦い50周年記念式典に参加した。しかし、1990年代中期以降、その活動は低調になった。これは、北方艦隊が所有する複数の原子力潜水艦や重航空巡洋艦、ミサイル巡洋艦などに艦隊の精力を殺がれているためであると分析されている。グレミャーシチイは、1998年からはセヴェロモルスクの停泊地に泊められており、第2ランクの保管状態に入れられている。
なお、ジェーン海軍年鑑をはじめ西側諸国の専門機関では活動の活発なアドミラール・ウシャコーフを除く北方艦隊のソヴレメンヌイ級を「退役」させており、グレミャーシチイも2000年から現役リストから外されている。しかし実際には、2000年当時は4隻の956号計画型が現役状態にあった。
2007年12月9日、親衛駆逐艦グレミャーシチイ(3代目)はロシア海軍籍から除かれ、代わって同型艦ベズーデルジュヌイが改名、4代目の親衛駆逐艦グレミャーシチイとなった。